# Clearbrook
Clearbrook é uma cidade localizada no estado americano de Minnesota, no Condado de Clearwater.

## Demografia
Segundo o censo americano de 2000, a sua população era de 551 habitantes.
Em 2006, foi estimada uma população de 540, um decréscimo de 11 (-2.0%).

## Geografia
De acordo com o United States Census Bureau tem uma área de
1,2 km², dos quais 1,2 km² cobertos por terra e 0,0 km² cobertos por água. Clearbrook localiza-se a aproximadamente 411 m acima do nível do mar.

## Localidades na vizinhança
O diagrama seguinte representa as localidades num raio de 24 km ao redor de Clearbrook.